# Lijst van nummer 1-hits in Australië in 1995
Deze hits stonden in 1995 op nummer 1 in de ARIA Charts, de bekendste hitlijst in Australië.
| Datum        | Artiest                     | Titel                                |
| ------------ | --------------------------- | ------------------------------------ |
| 1 januari    | Geen lijst verschenen       | Geen lijst verschenen                |
| 8 januari    | The Cranberries             | Zombie                               |
| 15 januari   | The Cranberries             | Zombie                               |
| 22 januari   | The Cranberries             | Zombie                               |
| 29 januari   | The Cranberries             | Zombie                               |
| 5 februari   | The Cranberries             | Zombie                               |
| 12 februari  | M.C. Sar & The Real McCoy   | Another Night                        |
| 19 februari  | M.C. Sar & The Real McCoy   | Another Night                        |
| 26 februari  | M.C. Sar & The Real McCoy   | Another Night                        |
| 5 maart      | M.C. Sar & The Real McCoy   | Another Night                        |
| 12 maart     | M.C. Sar & The Real McCoy   | Another Night                        |
| 19 maart     | M.C. Sar & The Real McCoy   | Another Night                        |
| 26 maart     | Hocus Pocus                 | Here's Johnny!                       |
| 2 april      | Hocus Pocus                 | Here's Johnny!                       |
| 9 april      | Hocus Pocus                 | Here's Johnny!                       |
| 16 april     | Hocus Pocus                 | Here's Johnny!                       |
| 23 april     | Hocus Pocus                 | Here's Johnny!                       |
| 30 april     | Hocus Pocus                 | Here's Johnny!                       |
| 7 mei        | Take That                   | Back for Good                        |
| 14 mei       | Take That                   | Back for Good                        |
| 21 mei       | Merril Bainbridge           | Mouth                                |
| 28 mei       | Merril Bainbridge           | Mouth                                |
| 4 juni       | Merril Bainbridge           | Mouth                                |
| 11 juni      | Merril Bainbridge           | Mouth                                |
| 18 juni      | Merril Bainbridge           | Mouth                                |
| 25 juni      | Merril Bainbridge           | Mouth                                |
| 2 juli       | Bryan Adams                 | Have You Ever Really Loved a Woman?  |
| 9 juli       | U2                          | Hold Me, Thrill Me, Kiss Me, Kill Me |
| 16 juli      | U2                          | Hold Me, Thrill Me, Kiss Me, Kill Me |
| 23 juli      | U2                          | Hold Me, Thrill Me, Kiss Me, Kill Me |
| 30 juli      | U2                          | Hold Me, Thrill Me, Kiss Me, Kill Me |
| 6 augustus   | U2                          | Hold Me, Thrill Me, Kiss Me, Kill Me |
| 13 augustus  | U2                          | Hold Me, Thrill Me, Kiss Me, Kill Me |
| 20 augustus  | Jann Arden                  | Insensitive                          |
| 27 augustus  | Seal                        | Kiss from a Rose                     |
| 3 september  | Seal                        | Kiss from a Rose                     |
| 10 september | Seal                        | Kiss from a Rose                     |
| 17 september | Seal                        | Kiss from a Rose                     |
| 24 september | Seal                        | Kiss from a Rose                     |
| 1 oktober    | Seal                        | Kiss from a Rose                     |
| 8 oktober    | Mariah Carey                | Fantasy                              |
| 15 oktober   | N-Trance & Ricardo Da Force | Stayin' Alive                        |
| 22 oktober   | Coolio & L.V.               | Gangsta's Paradise                   |
| 29 oktober   | Coolio & L.V.               | Gangsta's Paradise                   |
| 5 november   | Coolio & L.V.               | Gangsta's Paradise                   |
| 12 november  | Coolio & L.V.               | Gangsta's Paradise                   |
| 19 november  | Coolio & L.V.               | Gangsta's Paradise                   |
| 26 november  | Coolio & L.V.               | Gangsta's Paradise                   |
| 3 december   | Coolio & L.V.               | Gangsta's Paradise                   |
| 10 december  | Coolio & L.V.               | Gangsta's Paradise                   |
| 17 december  | Coolio & L.V.               | Gangsta's Paradise                   |
| 24 december  | Coolio & L.V.               | Gangsta's Paradise                   |